# Scabiosa austroaltaica
Scabiosa austroaltaica là một loài thực vật có hoa trong họ Kim ngân. Loài này được Bobrov miêu tả khoa học đầu tiên năm 1957.